# Ceratitella schlingeri
Ceratitella schlingeri är en tvåvingeart som beskrevs av Allen L.Norrbom och Albany Hancock 2004. Ceratitella schlingeri ingår i släktet Ceratitella och familjen borrflugor.
Artens utbredningsområde är Nya Kaledonien. Inga underarter finns listade i Catalogue of Life.